# Акташит
Акташи́т — (англ. Aktashite) минерал, сульфосоль (сульфоарсенид) ртути и меди.

## Общее описание
Содержит (в месторождении  Гал-Хай, Якутия): Cu — 21,15; Hg — 35,0; As — 21,42; S — 21,59. Примеси: Sb, Zn. Сингония тригональная. Кристаллы в виде тригональной пирамиды. Спайность отсутствует. Плотность 5,71. Твёрдость 3,5. Цвет серовато-чёрный, иногда с синеватым оттенком. Черта чёрная. Блеск металлический, сильный. Непрозрачный. Излом неровный, раковистый. Электропроводник. Хрупкий. Был найден в месторождении Акташ (Алтай) и Гал-Хай (Якутия) в кварцево-кальцитовых прожилках вместе с реальгаром, аурипигментом, антимонитом и прочими минералами.